# Irina Ramialison
Irina Ramialison (Rennes, 9 juni 1991) is een tennisspeelster uit Frankrijk.
Zij begon op vierjarige leeftijd met tennis. Haar favoriete ondergrond is gravel. Zij speelt rechtshandig en heeft een tweehandige backhand.

## Posities op deWTA-ranglijst
Positie per einde seizoen:
| jaar | rang enkelspel | rang dubbelspel |
| ---- | -------------- | --------------- |
| 2009 | 686            | –               |
| 2010 | 705            | 831             |
| 2011 | 556            | 569             |
| 2012 | 602            | 586             |
| 2013 | 323            | 314             |
| 2014 | 263            | 410             |
| 2015 | 315            | 237             |
| 2016 | 407            | 541             |
| 2017 | 708            | –               |
| 2018 | 323            | 1171            |
| 2019 | 482            | 874             |
| 2020 | 372            | 988             |
| 2021 | 483            | 1258            |

## Resultaten grandslamtoernooien
| Legenda | Legenda                          |
| ------- | -------------------------------- |
| g.t.    | geen toernooi gehouden           |
| l.c.    | lagere categorie                 |
| –       | niet deelgenomen                 |
| G       | uitgeschakeld in de groepsfase   |
| 1R      | uitgeschakeld in de eerste ronde |
| 2R      | uitgeschakeld in de tweede ronde |
| 3R      | uitgeschakeld in de derde ronde  |
| 4R      | uitgeschakeld in de vierde ronde |
| KF      | uitgeschakeld in de kwartfinale  |
| HF      | uitgeschakeld in de halve finale |
| F       | de finale verloren               |
| W       | het toernooi gewonnen            |
| w-v     | winst/verlies-balans             |

### Enkelspel
geen deelname

### Vrouwendubbelspel
| toernooi        | 2014 | 2015 |
| --------------- | ---- | ---- |
| Australian Open | –    | –    |
| Roland Garros   | 1R   | 1R   |
| Wimbledon       | –    | –    |
| US Open         | –    | –    |